# Буши Сен Женест
Буши Сен Женест (фр. Bouchy-Saint-Genest) насеље је и општина у североисточној Француској у региону Шампањ-Арден, у департману Марна која припада префектури Еперне.
По подацима из 2011. године у општини је живело 184 становника, а густина насељености је износила 9,34 становника/km². Општина се простире на површини од 19,69 km². Налази се на средњој надморској висини од 84 метара.

## Демографија
| 1962. | 1968. | 1975. | 1982. | 1990. | 1999. | 2011. |
| ----- | ----- | ----- | ----- | ----- | ----- | ----- |
| 154   | 189   | 149   | 150   | 157   | 162   | 184   |

График промене броја становника у току последњих година